# Beverbeekse Heide
De Beverbeekse Heide is een natuurgebied tussen Hamont en de Achelse Kluis in Natuurgrenspark De Groote Heide .
Het is een voormalig heidegebied dat voor het grootste deel met grove den is beplant en 134 ha beslaat. Het is voor een belangrijk deel eigendom van de Katholieke Universiteit Leuven. Ten noorden hiervan ligt, dicht bij de Nederlandse grens, een heide- en vennengebied waar we onder meer het Wolfsven en het Kerkven aantreffen. Het laatste ven is genoemd naar de grenskerk die hier van 1648 tot 1672 heeft bestaan.
Ten zuiden hiervan ligt het Elsbroek, een erkend natuurreservaat, een vochtig natuurgebied in het dal van de Beverbeekloop.
Ten westen van het boscomplex, tegen de Warmbeek aan, ligt Rozendaal, een bos van nog een 102 ha. Ten noorden van de ruïne van het Kasteel Grevenbroek vindt men nog de laathoeve van het landgoed.
In het oosten, aan de Nederlandse grens, is een replica van De Draad te vinden, een grensversperring uit de Eerste Wereldoorlog.